# Liste der Stolpersteine in Hamburg-Schnelsen
Die Liste der Stolpersteine in Hamburg-Schnelsen enthält alle Stolpersteine, die im Rahmen des gleichnamigen Kunst-Projekts von Gunter Demnig in Hamburg-Schnelsen verlegt wurden. Mit ihnen soll Opfern des Nationalsozialismus gedacht werden, die in Hamburg-Schnelsen lebten und wirkten.
Diese Seite ist Teil der Liste der Stolpersteine in Hamburg, da diese mit insgesamt 7139 (Stand: März 2025) Steinen zu groß würde und deshalb je Stadtteil, in dem Steine verlegt wurden, eine eigene Seite angelegt wurde.
| Adresse                 | Person(en)                   | Inschrift | Bilder | Anmerkung                            |
| ----------------------- | ---------------------------- | --- | ------ | ------------------------------------ |
| Flagentwiet 5 ·         | Alphons Elkeles              | Hier wohnte Alphons Elkeles Jg. 1896 deportiert 1942 Theresienstadt 1944 Auschwitz ermordet                                                                      |        | Eintrag auf stolpersteine-hamburg.de |
| Flagentwiet 5 ·         | Hannchen Elkeles geb. Nossen | Hier wohnte Hannchen Elkeles geb. Nossen Jg. 1868 deportiert 1942 Theresienstadt ermordet 27.11.1942                                                             |        | Eintrag auf stolpersteine-hamburg.de |
| Flagentwiet 5 ·         | Ida Elkeles geb. Kaschmann   | Hier wohnte Ida Elkeles geb. Kaschmann Jg. 1895 deportiert 1942 Theresienstadt ermordet 20.9.1944                                                                |        | Eintrag auf stolpersteine-hamburg.de |
| Frohmestraße 42 ·       | Elisabeth Korpatsch          | Hier lernte Elisabeth Korpatsch Jg. 1927 deportiert 1943 Auschwitz ermordet 7.5.1943                                                                             |        | Eintrag auf stolpersteine-hamburg.de |
| Frohmestraße 42 ·       | Oskar Ernst Meyer            | Hier wohnte Oskar Ernst Meyer Jg. 1912 im Widerstand/KPD verhaftet 10.11.1933 Zuchthaus Hamburg 1943 Strafbataillon 999 übergelaufen zu den Tschechen            |        | Eintrag auf stolpersteine-hamburg.de |
| Hogenfelder Straße 11 · | Bruno Ordelheide             | Hier wohnte Bruno Ordelheide Jg. 1926 eingewiesen 1937 Alsterdorfer Anstalten ‚verlegt‘ 28.7.1941 Heilanstalt Langenhorn 27.11.1941 Tiegenhof ermordet 19.3.1942 |        | Eintrag auf stolpersteine-hamburg.de |
| Im Holderstrauch 6 ·    | Wilhelm Münster              | Hier wohnte Wilhelm Münster Jg. 1926 eingewiesen 1938 Alsterdorfer Anstalten ‚verlegt‘ 27.11.1941 ‚Heilanstalt‘ Tiegenhof ermordet 4.4.1942                      |        | Eintrag auf stolpersteine-hamburg.de |
| Pinneberger Straße 15 · | Jürgen Frank                 | Hier wohnte Jürgen Frank Jg. 1939 eingewiesen 1943 Alsterdorfer Anstalten ‚verlegt‘ 7.8.1943 Heilanstalt Eichberg ‚Kinderfachabteilung‘ ermordet 17.8.1943       |        | Eintrag auf stolpersteine-hamburg.de |